# Водяной мангуст
Водяной мангуст (лат. Atilax paludinosus) — обитающий в тропической Африке вид мангустов, единственный представитель рода Atilax. Обитают на территориях, непосредственно прилегающих к водоёмам.

## Биологические данные
Водяные мангусты относятся к крупным разновидностям мангуст. Длина тела у них достигает 80—100 см, масса составляет от 2,5 до 4,2 килограмм. От 30 до 40 сантиметров приходится на пушистый хвост. Шерсть длинная, жёсткая и густая, тёмно-коричневого цвета, иногда рыжеватая или почти чёрная. Уши небольшие, округлой формы, плотно прижаты к голове животного. Характерны для этого вида коротко вытянутая морда и плавательные перепонки между пальцами. Мозг довольно крупный. Особенно развито у этих животных чувство осязания, помогающее им при поисках пропитания.

## Регион обитания
Водяной мангуст широко распространён в различных областях Африканского континента южнее Сахары. Практически отсутствует он в засушливых районах, таких, как Сахель и Сомали, а также в пустынях и полупустынях юга Африки. Частично это связано с истреблением этих животных там человеком.

## Образ жизни
Несмотря на то, что иногда водяной мангуст встречается в довольно отдалённой от водных источников местности, как правило обитают они близ болот, озёр, рек и морского побережья. Ведёт ночной образ жизни, активен также в сумерки. Охотник, его добычей являются ракообразные, земноводные, пресмыкающиеся, рыбы, мелкие грызуны. Питается также яйцами, фруктами и пр. Отлично плавает. Отчаянно защищает «свою» территорию от других видов мангуст. Эту территорию водяной мангуст периодически метит помётом — вдоль водоёма, где он обитает. По своему поведению близок к выдрам.
Самки водяных мангуст рожают несколько раз в год от 1 до 3 детёнышей. Через 10—20 дней малыши становятся зрячими, через месяц начинают питаться привычным для мангуст образом.